# Yeovil Town WFC
Yeovil Town WFC is de vrouwenvoetbaltak van het Engelse voetbalclub Yeovil Town FC. Sinds 2019 komen ze uit in de National League.

## Geschiedenis
Yeovil Town WFC werd in 1990 opgericht als Yetminster Ladies en stroomde in in de South West League Division Two. Drie jaar later werd de club omgedoopt tot Sherborne Ladies en in 1999 werd de club opgenomen in mannenclub Yeovil Town en kreeg ze haar huidige naam.
Pas nog eens acht jaar later, in 2007, behaalde de club haar eerste promotie en steeg zo naar de South West Combination League (toen het derde niveau). Daar bereikte Yeovil een vierde en een derde plaats, alvorens zich in 2010 tot kampioen te kronen en naar de Southern Division te stijgen. De oprichting van de Super League had wel tot gevolg dat de club zo op het derde niveau bleef spelen.
Dat duurde maar één jaar, want in 2011 zakte de club weer naar de South West Combination League. De volgende twee seizoenen brachten beterschap, met een titel op dat vierde niveau en meteen een derde plaats in de Southern Division. Meer nog: in april 2013 werd beslist dat Yeovil de Women's Premier League gewoon mocht overslaan en meteen mocht beginnen op het nieuwe tweede niveau, de WSL2.
Na een vijfde en een vierde plaats werd Yeovil in het derde seizoen WSL2 kampioen, en promoveerde zo voor de eerste keer naar het hoogste niveau. Het verblijf daar duurde amper twee jaar: in 2019 werd de club wegens financiele problemen teruggezet naar de National league (het derde niveau).

## Stadion
De damestak van Yeovil Town speelt - net als de mannen - in het Huish Park-stadion.

## Resultaten

### Erelijst
- FA WSL 2 (niveau 2): 1x (2016)

### Seizoenen WSL
| Seizoen | Resultaat  |
| ------- | ---------- |
| 2014    | 5e in WSL2 |
| 2015    | 4e in WSL2 |
| 2016    | 1e in WSL2 |
| 2017    |            |